# Volební paradox
Volební paradox spočívá v paradoxním výsledku volebního systému. Příklady volebních paradoxů jsou paradox u pořadové volby, u metod pro přepočet hlasů, u rozdělování mandátů v jednotlivých krajích a paradox u volebních koalic.

## Paradox u pořadové volby
U pořadové volby se může stát, že preference voličů jsou cyklické – například kandidát A by v soutěži s kandidátem B vyhrál, B by vyhrál s C a C by vyhrál s A. Condorcetův paradox je nejasnost, který z kandidátů by měl v tom případě vyhrát.

## Paradox u metod pro přepočet hlasů
Paradox D'Hondtovy metody pro přepočet hlasů spočívá v tom, že silnější straně stačí na zisk jednoho mandátu méně hlasů než slabší straně. To se projevilo například při volbách do Poslanecké sněmovny Parlamentu České republiky v roce 2017, kdy ANO 2011 potřebovalo na jeden mandát o více než polovinu méně hlasů než TOP 09.
Paradox Lexmannové vznikl ve volbách do Evropského parlamentu na Slovensku 2019. Po odchodu Spojeného království z Evropské unie mělo být provedeno přerozdělení mandátů a mandát odebrán té straně, která vykázala nejmenší zbytek po dělení republikovým volebním číslem (kvótou). V důsledku toho Křesťanskodemokratické hnutí paradoxně získalo o jeden mandát méně, přestože získalo více hlasů než Svoboda a solidarita.

## Paradox u rozdělování mandátů v jednotlivých krajích
Paradox u rozdělování mandátů v jednotlivých krajích se projevil při volbách do Poslanecké sněmovny 2021, kdy koalice SPOLU získala ve volbách nejvíce hlasů, ale ve Sněmovně nejvíce poslaneckých mandátů nezískala. Politolog a volební expert Daniel Kerekes vypočítal, že pokud by koalice SPOLU získala v Jihočeském kraji o 3857 až 6003 hlasů méně, měla by o poslance navíc.

## Paradox u volebních koalic
Volební koalice dvou stran Piráti a Starostové získala ve volbách 2021 15,6 % hlasů a 37 poslaneckých mandátů. Pirátům z toho připadly 4 mandáty, zatímco hnutí STAN jich obdrželo 33, což neodpovídá volebním preferencím stran. Tento paradox vznikl tím, že voliči významně kroužkovali kandidáty jmenované hnutím STAN.

## Paradox politické participace
Účast ve volbách je podle teoretiků iracionální, protože hlas jednoho člověka obvykle o výsledku rozhodnout nedokáže. Pokud by ale všichni voliči přestali věřit v sílu svého hlasu, demokratický proces by přestal fungovat – to je paradox politické participace.